# Ronde van Frankrijk 2006/Tweede etappe
De tweede etappe van de Ronde van Frankrijk 2006 werd verreden op 3 juli.

## Verloop
Het was opnieuw een vlakke etappe in de Ronde van Frankrijk met alweer vroege vluchters: de Spanjaarden Aitor Hernández en David de la Fuente kregen van het peloton ruim 10 minuten voorsprong. De vluchters werden gegrepen maar De La Fuente hield er wel een bolletjestrui aan over. Alweer een incidentrijke sprint in de straten van het Luxemburgse Esch-sur-Alzette. Een val in het midden van het peloton zorgde voor opschudding, maar geen van de topsprinters was erbij betrokken. McEwen won, voor Boonen en Hushovd, die lichtjes tegen McEwens linkerschoen botste waardoor hij uit zijn pedaal schoot en Boonen hinderde in de sprint. Door de derde plaats van Hushovd greep Boonen net naast het geel. McEwen nam de groene trui over van de geloste Casper.
Proloog ·
1e etappe ·
2e etappe ·
3e etappe ·
4e etappe ·
5e etappe ·
6e etappe ·
7e etappe ·
8e etappe ·
9e etappe ·
10e etappe ·
11e etappe ·
12e etappe ·
13e etappe ·
14e etappe ·
15e etappe ·
16e etappe ·
17e etappe ·
18e etappe ·
19e etappe ·
20e etappe
Startlijst · Eindstanden · Afbeeldingen